# Ouanougha
Ouanougha là một đô thị thuộc tỉnh Msila, Algérie. Dân số thời điểm năm 2002 là 15.19 người.